# ラーダ・リーヴァ
VAZ-2105/2104/2107（ヴァース-2105/2104/2107、露: ВАЗ-2105/2104/2107）は、旧ソビエト連邦の自動車メーカー、ヴォルガ自動車工場（後のアフトヴァース）により製造・販売された4ドアセダン及び5ドアステーションワゴン型の小型乗用車である。イギリス市場、オーストラリア市場、ニュージーランド市場ではリーヴァ（RIVA）、ドイツ市場ではノヴァ（NOVA）と、市場によって車名が異なる。1979年にソ連市場に投入され、1980年代初頭から西欧市場及び世界市場に順次投入された。
フィアット・124のプラットフォームをベースとするものの、デザインは同社によるものである。現在はクラシック（CLASSIC、露: классика）と呼ばれる。トリヤッチにある主力製造工場での製造は2012年9月に終了した。
フォルクスワーゲン・タイプ1、フォード・モデルTに次ぎ世界で3番目に販売された単一世代の自動車用プラットフォームであり、フォルクスワーゲン・ビートル、ヒンドゥスタン・アンバサダー、フォルクスワーゲン・タイプ2、トヨタ・70系ランドクルーザー、メルセデス・ベンツ・Gクラスと並ぶ製造期間の長いプラットフォームの1つである。

## 概要
同車は、1970年4月にフィアット・124のライセンス生産車として発売したVAZ-2101の改良型であり、VAZ-2101の発売直後から改良型の開発に着手した。1975年に既に同車の製造は開始されており、2101 1975年型（Car 2101 of 1975、露: автомобиль 2101 1975 года）と呼ばれた。その後、2105と命名した。
当初はヘッドランプ、ラジエタークラッディング、バンパーを変更し、些細な装飾を加える等、簡単な近代化改修を図った。複数の車輛を製作したものの、何れも開発者を満足させる物では無かった。デザインチームがドアの変更にGOサインを出し、初めてクルマの全体像が浮かんだという。
1977年にプロトタイプモデルが製作された。1979年に発売され、1980年から量産が開始された。西ヨーロッパ市場で販売開始されたのはソビエト連邦での販売開始から3年後の1983年からであった。
リーヴァは、ベースモデルでセダンモデルのVAZ-2105、ステーションワゴンモデルのVAZ-2104、大型クロームメッキグリルで差別化された上級セダンモデルのVAZ-2107の構成で販売された。ロシアでは、VAZ-2105、VAZ-2104、VAZ-2107はシリーズではなく別の車種と考えられているが、VAZ-2101などと共にクラシックシリーズに含まれる。VAZ-2105はピャティオールカ、VAZ-2104はチェトビョールカ、VAZ-2107はセミョールカの名で親しまれる。
メカニズムはほぼVAZ-2101と同じで、フィアット由来のMT、コイルスプリング式サスペンションを全輪に採用し、後輪は鋳鉄製ブレーキシュー付アルミ合金製ドラムブレーキを採用した。VAZ-2105が搭載するVAZ-2101より小型な65馬力1,294ccエンジンは、直列4気筒システムが改良された。旧型のOHC構造ではチェーンを介してカムシャフトで駆動する方式であったが、新型は歯付きベルトを介して駆動する方式となった。VAZ-2107が搭載する大型なエンジンは、VAZ-2103からの流用である1,452ccのOHC構造でチェーンを介して駆動する方式や、1,569ccの1.6L VAZ-2106/21067型エンジンを搭載するモデルもあった。1992年に排ガス規制に適合するためエンジンが変更され、シングルポイントインジェクションと触媒コンバーターが採用された。
VAZ-2107は1982年に発表された。インテリアが改良され、新型インストルメントパネル、クロームメッキグリルを採用した上級セダン（リーヴァの中で最も高価）として発売された。1,294ccと1,570ccエンジンが設定された。
VAZ-2104は1984年に登場した。1,294ccと1,198cc、1,452ccエンジンが設定された。
東ヨーロッパ市場での輸出販売は好調であった。西側ではイギリス、オランダ、ニュージーランド（タクシーとして）、カナダ市場などで輸出販売された。フィンランド市場ではソビエト連邦との経済的な結びが強かった事もあり、他市場より好調な売上を記録した。カナダ市場では唯一ホワイトウォールタイヤを採用した。カナダ市場のVAZ-2107は、輸出販売を担当していたピーター・デニス・モーター・コーポレーションに因んでデニス・シグネットとして短期間販売された。カナダ市場での輸出販売は、その他ヨーロッパ市場と共に1997年7月4日に終了した。
安全性および排ガス規制の強化に加え、1990年代のソビエト連邦の経済の不安定化が重なり、リーヴァは1997年までにほとんどの西ヨーロッパ市場から撤退したが、ロシアのアフトヴァース工場では継続生産され、クラシックとして販売された。ロシア市場で安価な車種の1つであり、生産終了後もロシア市場で人気のある中古車である。
2002年にステーションワゴンモデルの生産はIZH社に移行し、その後LuAZ社、ウクライナのチェルカースィ工場でも生産開始された。VAZ-2107は、ウクライナのZAZ社とエジプトのスズキ工場でも生産された。2011年8月、VAZ-2107のロシアでの生産はIZH社に完全移行した。約30年に渡り生産されたが、VAZ-2105は2010年に、VAZ-2104とVAZ-2107は2012年に生産終了した。

### イギリス市場
イギリス市場では1983年にリーヴァ1300GLが登場。リーヴァ1200Lは1198ccエンジンを搭載した。イギリス市場での販売は、価格の安さと耐久性に重点が置かれ、1986年には20,000台、1988年には30,000台が販売された。VAZ-2101/VAZ-2102/VAZ-2106の輸出販売はリーヴァの登場後すぐに終了したが、数年間はソビエト連邦と東ヨーロッパの大部分で販売された。
イギリスの自動車雑誌「オートカー」は、3,158ポンドという低価格、走行性能の向上、標準装備される機能に注目し、調整可能なヘッドランプとドアミラー、ベロアシート、リアデフォッガー、ボンネットとトランクイルミネーション、21ピースのツールキットなどを挙げた。なお、インテリアやエクステリアは質素との評価を受けた。にも関わらず、リーヴァは1990年代初頭にはイギリスをはじめとする多くの欧米市場で好調な売れ行きを記録した。しかし、後に大宇自動車、現代自動車、起亜自動車、プロトンといった競合他社から低価格の新型車が続々と登場し、リーヴァの販売は落ち込む。これに経済の不安定化が重なり、欧州連合の排ガス規制強化に適合できず、1997年7月4日にイギリス市場およびその他ヨーロッパ市場とカナダ市場からラーダブランド自体が撤退する事となった。
イギリスで現存していたリーヴァのほとんどはスクラップされずにロシアに逆輸出販売される。

### ニュージーランド市場
リーヴァはニュージーランドでも販売された。ニュージーランド産業委員会はソビエト連邦へ牛肉とバターを提供し、支払いの代わりにリーヴァが提供された。この様な取引は1990年が最後である。

### エジプト市場
エジプトでは、アマル貿易会社とアフトヴァースが2000年に北アフリカ市場向けにラーダ車の生産に関する合弁契約を結ぶ。しかし、自社工場を所有していないため、カイロにあるスズキ工場にスペースを確保し、VAZ-2107が生産開始された。スズキ工場では2015年まで生産され、その後は後継モデルのVAZ-2110が生産される。

## バリエーション

### VAZ-2105

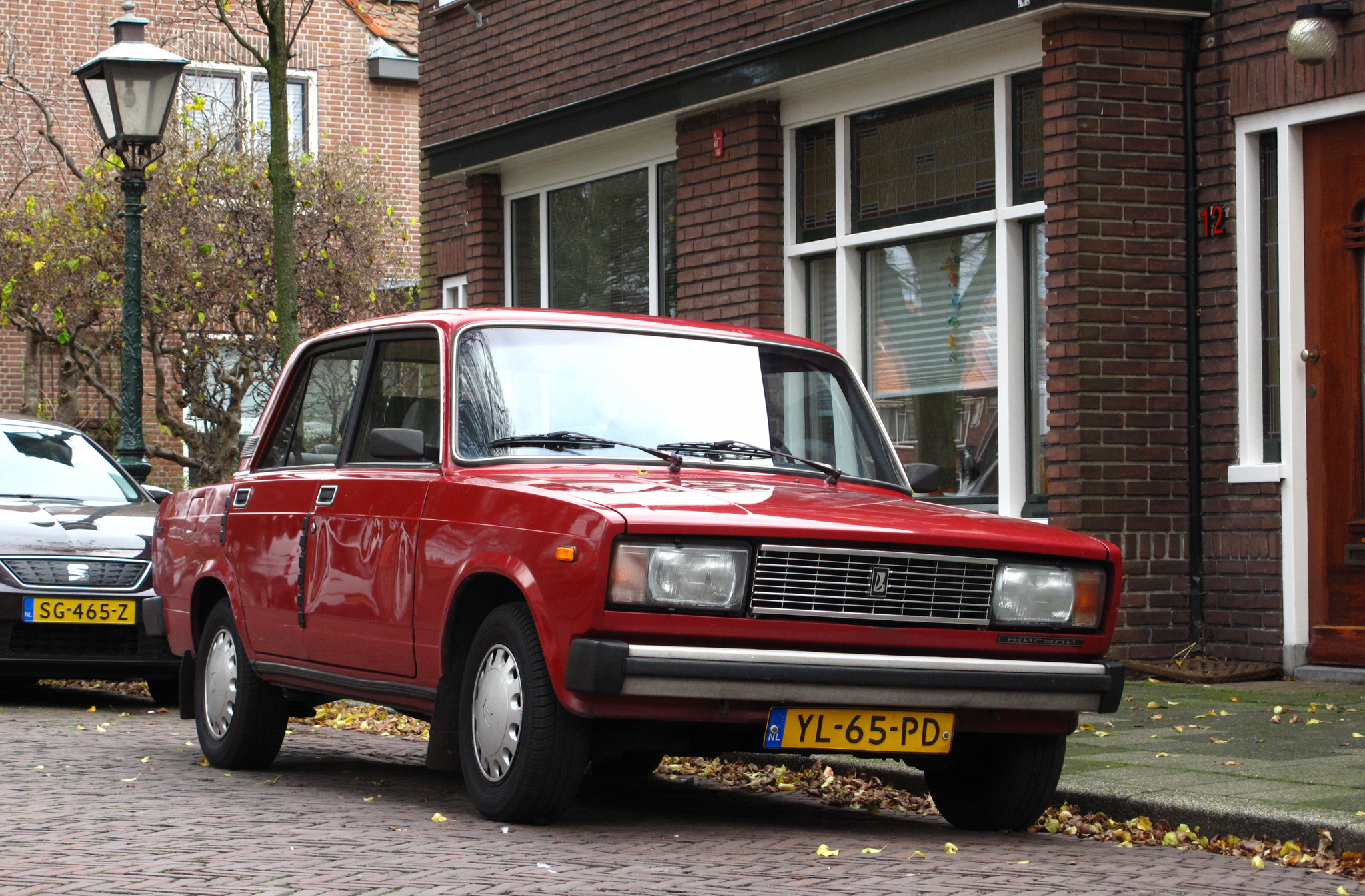
1990年式VAZ-2105 1.2Lモデル フロント

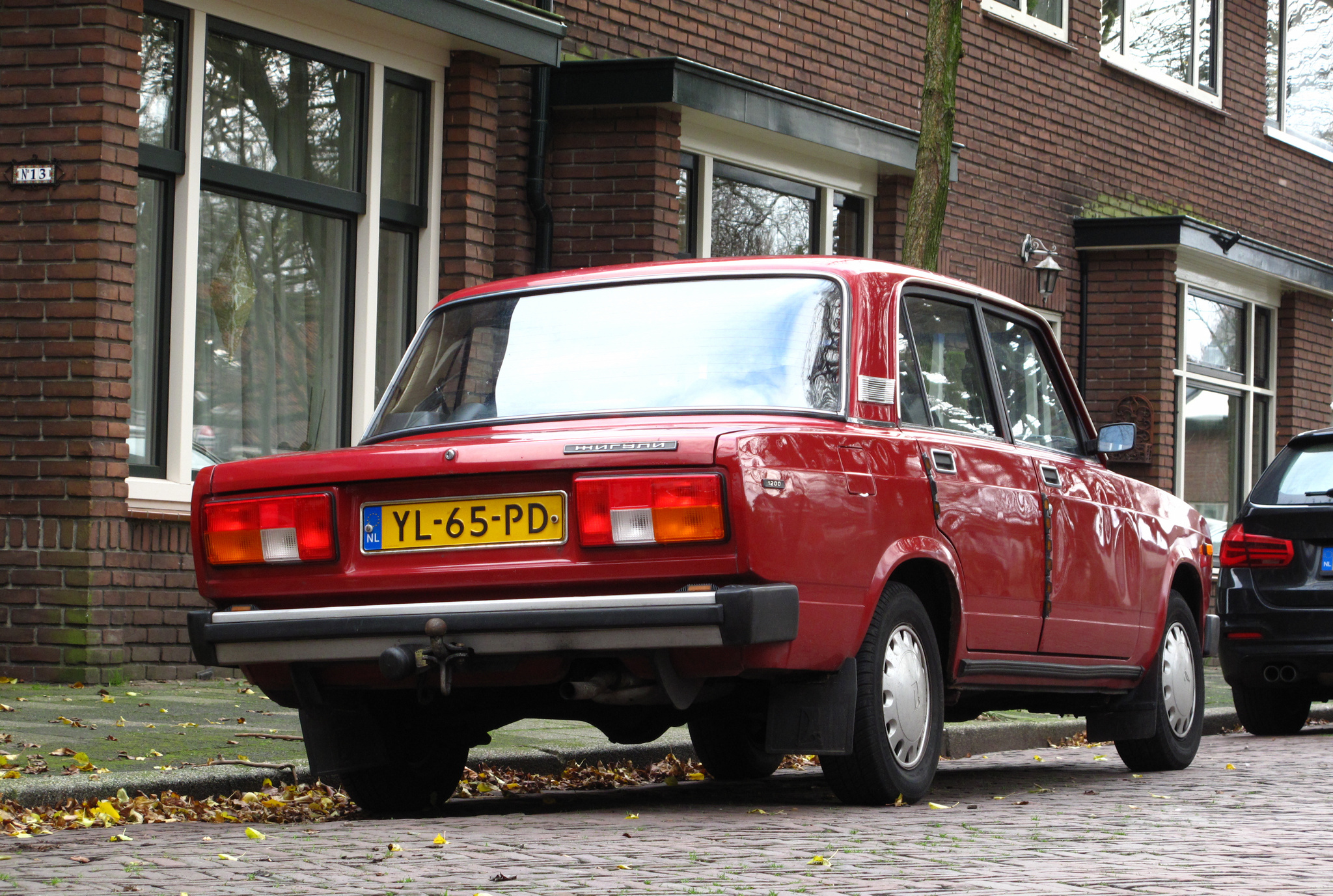
1990年式VAZ-2105 1.2Lモデル リア

- VAZ-2105
- VAZ-2105B
- VAZ-21050
- VAZ-21051
- VAZ-21053
- VAZ-21053-20
- VAZ-21054
- VAZ-21054-30
- VAZ-21055
- VAZ-21057
- VAZ-21058
- VAZ-21059
- VIS-2345
- VAZ-2105 VFTS
- Lada 2105 VIHUR

### VAZ-2104
ステーションワゴンモデル
- VAZ-2104
- VAZ-21041
- VAZ-21042
- VAZ-21043
- VAZ-21044
- VAZ-21045
- VAZ-21045D
- VAZ-21047
- VAZ-21048
- VAZ-21041i
- VAZ-21041 VF

ピックアップモデル
- VAZ-21043-33ピカプ

### VAZ-2107

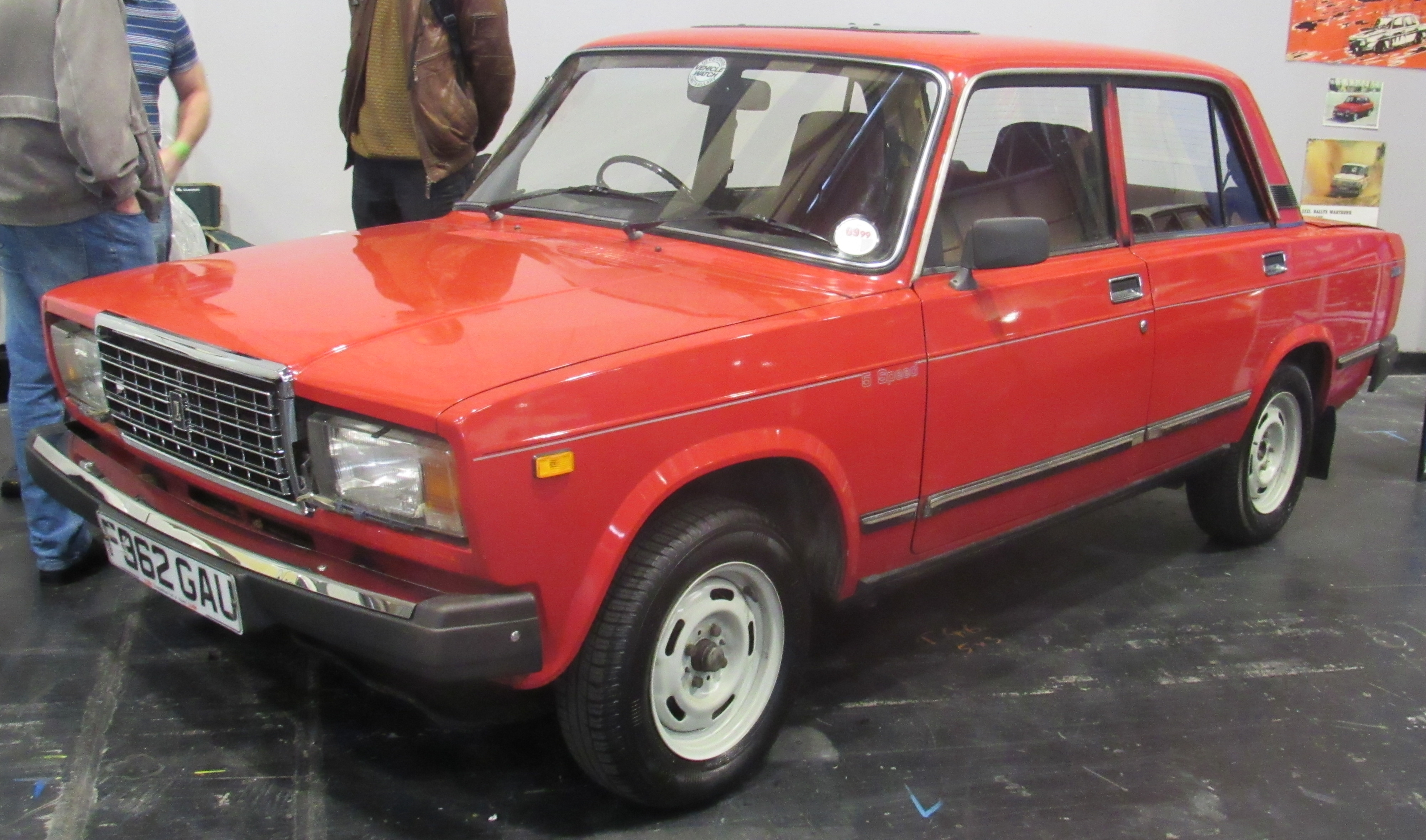
1988年式VAZ-2107 SLX 1.6Lモデル

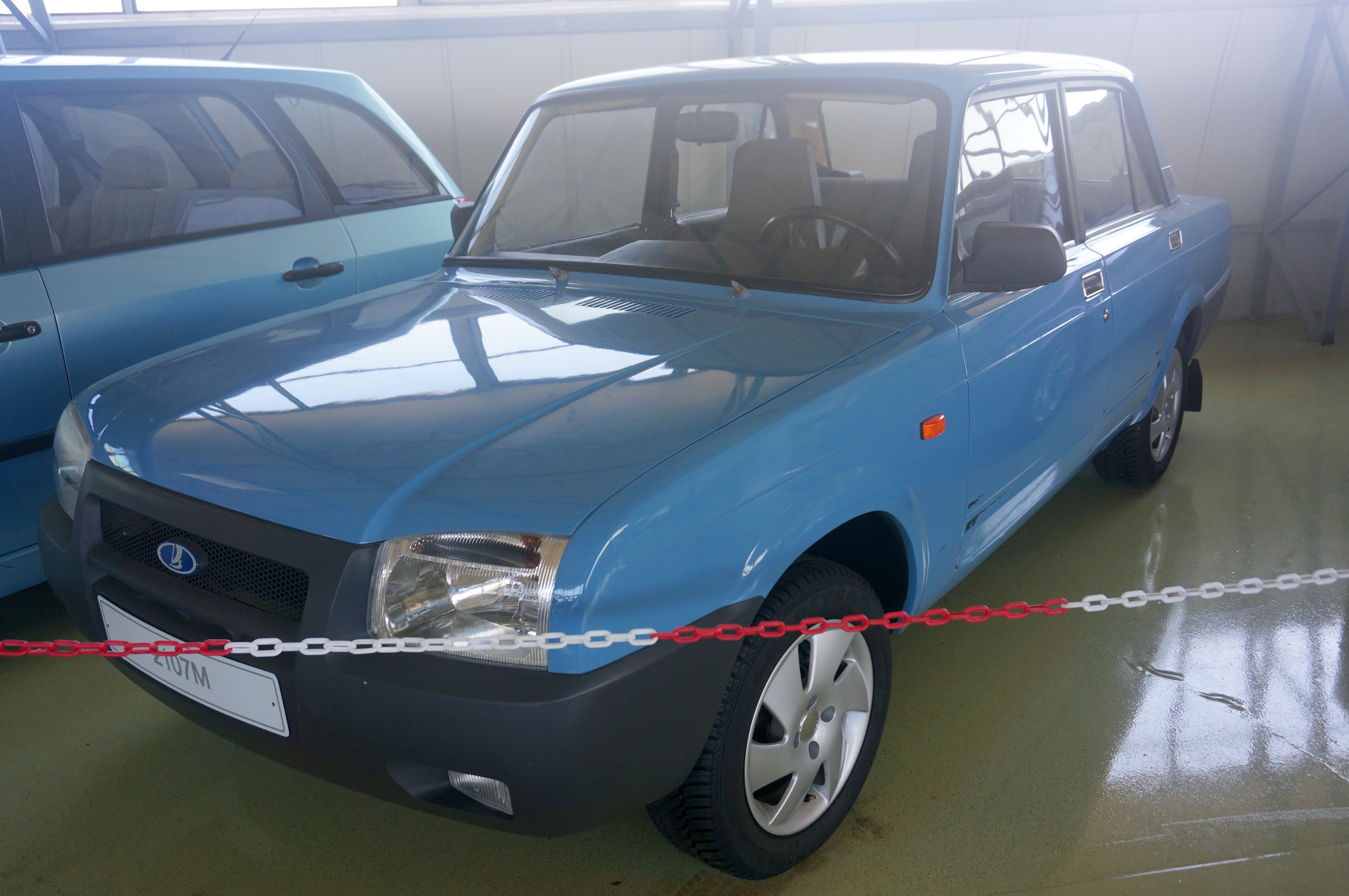
VAZ-2107M2007年式プロトタイプモデル

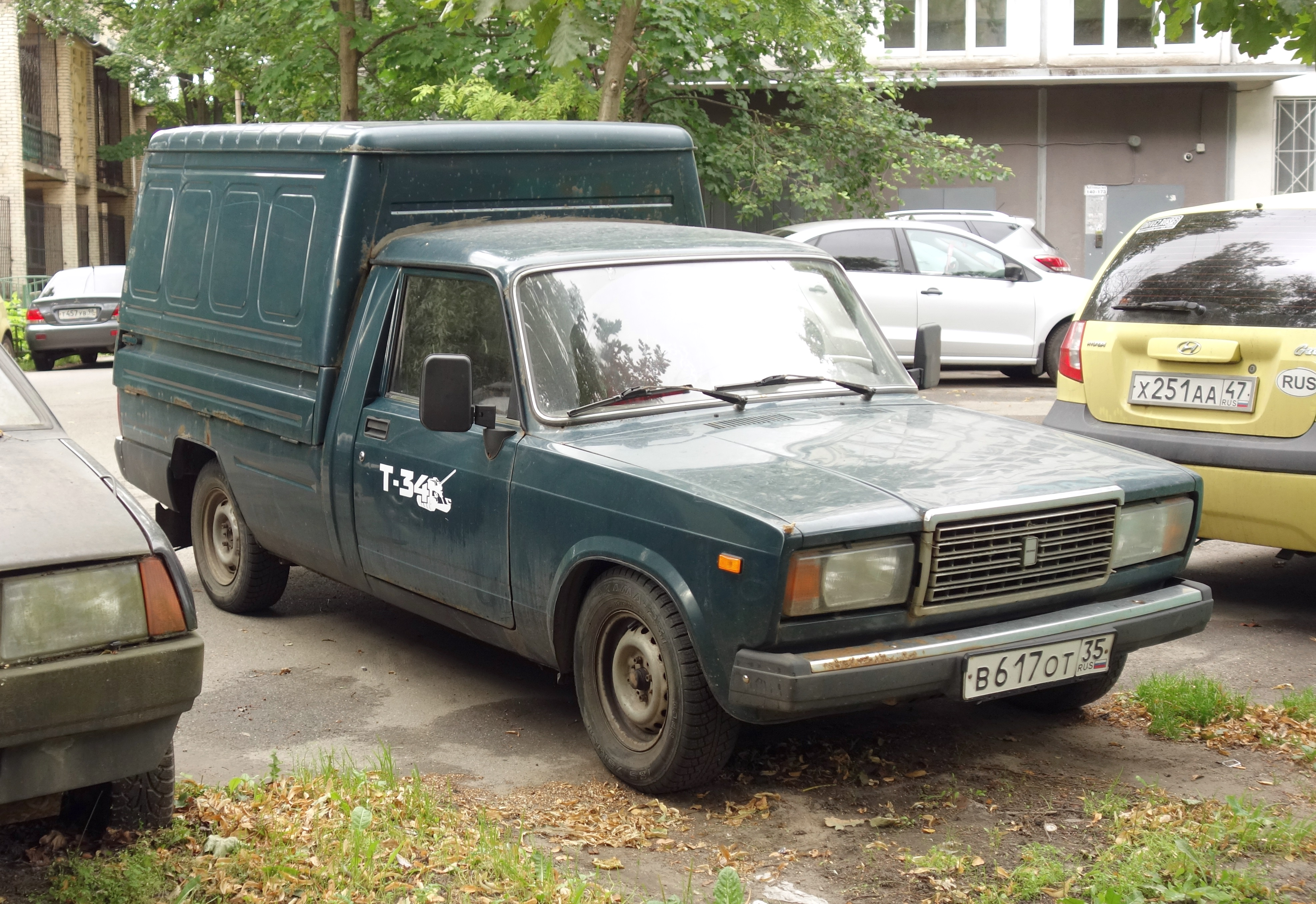
Izh-27175VAZ-2104ベースのピックアップモデル

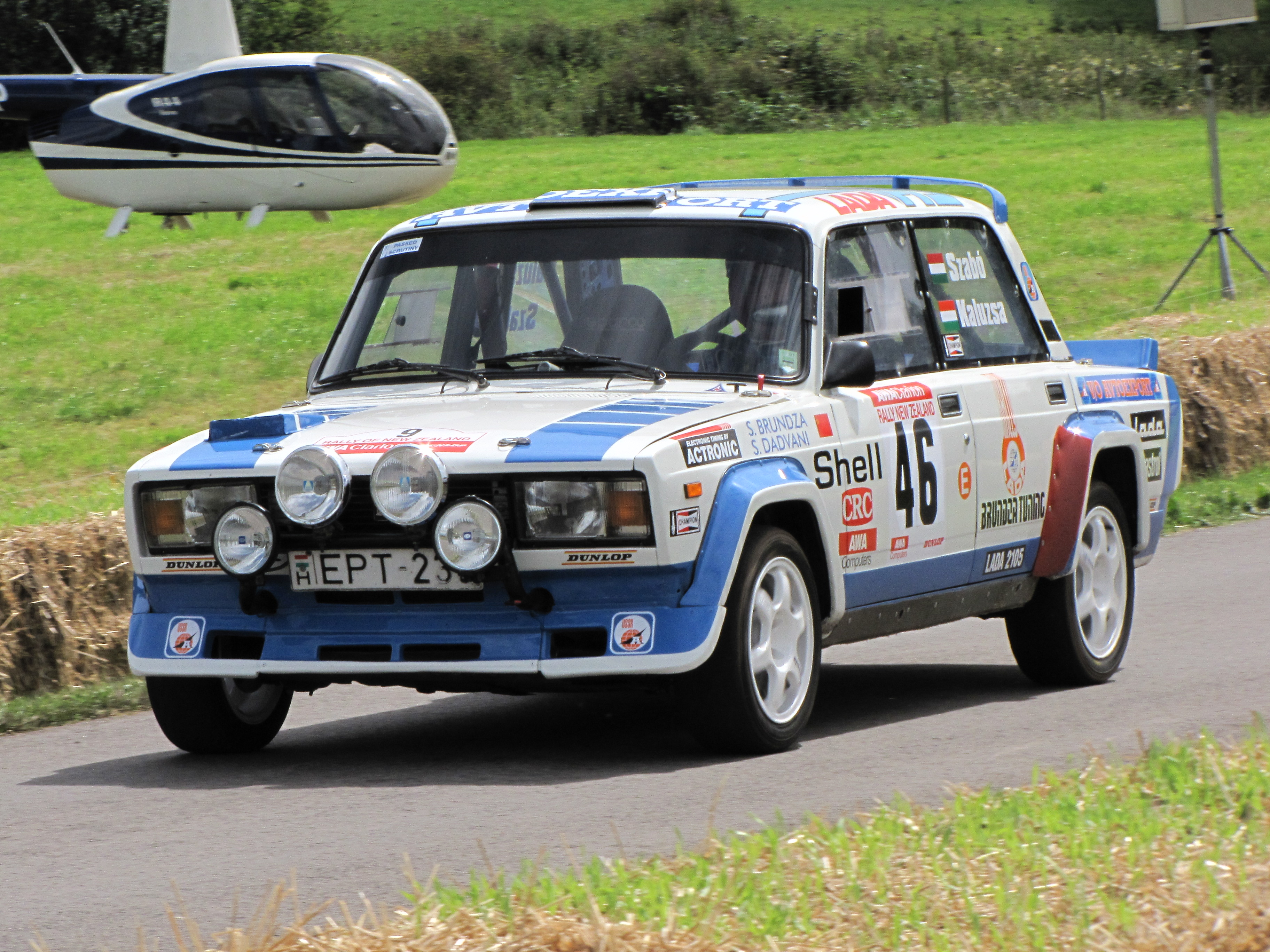
VAZ-2105 VFTS ラリーカー

- VAZ-2107
- VAZ-21071
- VAZ-21072
- VAZ-21073
- VAZ-2107–71
- VAZ-21074-20
- VAZ-21074-30
- VAZ-21077
- VAZ-21078
- VAZ-21079
- VAZ-2107 ZNG

### その他
その他、リーヴァシグネット、リーヴァ1200/リーヴァ1300/リーヴァ1500/リーヴァ1600もある。グレードはEとLが設定された。フィンランド市場では、ターボモデルの2107ターボも販売された。
数少ないラリーカーモデルは、150馬力のヴァンケルエンジンを搭載し、2基ウェーバーDCOEツインチョークキャブレターを装備して製造された。

## 安全性
生産開始された1980年代初頭は、UNECEの自動車安全基準とGOST規格に適合していた。
2001年にVAZ-2107は、ロシアの安全評価プログラム、ARCAPが実施した前面衝突テストで16点満点中0点を獲得し、4つ星中0つ星が与えられた。レビュアーは「ボディ構造が古く、安全テストが2001年以前に設計された車両のため、結果は容易に予測できた」と指摘した。
2002年に雑誌「ザ・ルリオム」が2002年式の新車と1994年式の中古車の2台のVAZ-21053の衝突テストを実施した。同誌の専門家は「新車はUNECEの自動車安全基準12-03と33に合格したが、中古車は後者の基準に不合格であった」と指摘した。また、2002年式が同年10月にテストされるより厳しい安全基準をクリアできるかについても疑問視される。

## 生産終了
2010年代でもクラシックの販売はロシアと東ヨーロッパの一部で好調を維持していた。しかし、アフトヴァースのトリヤッチ工場でのVAZ-2105の30年に渡る生産が約300万台を経て2010年末に終了し、他のバリエーションの生産はイジェフスク近郊のイズアフト工場に移行した。
VAZ-2107の生産は2011年8月にイズアフト工場に移行し、トリヤッチでのフィアット・124から派生したモデルは、41年に渡る1,400万台以上の生産に幕を閉じた。
2012年9月、最後となるVAZ-2104がイズアフトの生産ラインから出荷され、ロシアにおけるセダンモデルの歴史が幕を閉じた。2012年9月17日、クラシックシリーズ最後となるVAZ-2104がイズアフトによって生産された。同月より、イジェフスク工場での生産はグランタとなった。